# Nina Grawender
Nina Irene Grawender (* 15. Oktober 1987 in Göteborg) ist eine schwedische Beachvolleyballspielerin.

## Karriere
Grawender begann in der Schule mit Beachvolleyball. 2007 wurde sie schwedische Juniorenmeisterin. 2009 gewann sie die ersten Medaillen auf der nationalen Tour und 2010 stand sie im Finale der schwedischen Meisterschaft. Im gleichen Jahr spielte sie mit Frida Stahre ihre ersten Open-Turniere der FIVB World Tour. 2011 trat sie mit Tadva Yoken an. Von 2013 bis 2015 bildete sie ein Duo mit Karin Lundqvist. In Corrientes spielte sie 2013 ihren ersten Grand Slam. Bei der Europameisterschaft in Klagenfurt setzten sich Grawender/Lundqvist in ihrer Vorrundengruppe vor zwei deutschen Duos durch, unterlagen dann aber im Achtelfinale den Schweizerinnen Forrer/Vergé-Dépré. 2014 gewannen Grawender/Lundqvist die schwedische Meisterschaft.